# Yuriy Zorenko
Yuriy Zorenko – fizyk, dr hab. nauk fizycznych, profesor Instytutu Fizyki Uniwersytetu Kazimierza Wielkiego.

## Życiorys
24 czerwca 2008 habilitował się na podstawie pracy zatytułowanej Luminescencja samoistna i domieszkowa fosforów w postaci monokrystalicznych warstw i monokryształów związków tlenków i bromków. 4 marca 2015 uzyskał tytuł profesora nauk fizycznych. Jest profesorem w Instytucie Fizyki Uniwersytetu Kazimierza Wielkiego.

## Nagrody
- 2019: Nagroda Naukowa Prezydenta Miasta Bydgoszczy[3]